# سباق جائزة أبو ظبي الكبرى

تقام منافسات الجائزة على أرض حلبة مرسى ياس

سباق جائزة أبو ظبي الكبرى أو سباق جائزة الاتحاد للطيران الكبرى في أبوظبي هو سباق سيارات الفورمولا واحد يقام في أبوظبي . وأعلن عن إطلاقة في مطلع عام 2007 في مهرجان أبو ظبي للفورمولا واحد في دولة الإمارات العربية المتحدة. وأقيم لأول مرة في يوم 1 نوفمبر 2009 ، على حلبة مرسى ياس.
كان سباق جائزة أبوظبي الكبرى أول سباق نهاري-ليلي لفئة الفورمولا واحد بحيث يبدأ السباق من الساعة 17:00 بالتوقيت المحلي وينتهي تحت الأضواء الكاشفة المستخدمة لإضاءة وتشغيل كامل الحلبة مع حلول الظلام.
كان موسم الفورمولا واحد 2009 ، هو الموسم الأول لسباق الجائزة الكبرى بأبو ظبي على روزنامة سباقات بطولة العالم.
وفاز بالسباق السائق سبستيان فيتيل سائق فريق ريد بول .

## ملخص السائقين الفائزين بالجائزة

### الفائزون (السائق)
السائقون الذين فازوا ببطولة الفومولا 1 حسب السنة
| فوز (مرات) | السائق         | سنة الفوز                    |
| ---------- | -------------- | ---------------------------- |
| 5          | لويس هاملتون   | 2011، 2014، 2016، 2018، 2019 |
| 4          | ماكس فيرستابين | 2020، 2021، 2022، 2023       |

### الفائزون (الفريق)
الفرق التي فازت ببطولة الفورولا 1 حسب السنة
| فوز (مرات) | الفرق       | سنة الفوز                             |
| ---------- | ----------- | ------------------------------------- |
| 7          | فريق ريد بل | 2009،2010،2013،2020، 2021، 2022، 2023 |
| 5          | مرسيدس      | 2014،2015،2016،2017،2018،2019.        |

### الترتيب السنوي
| السنة | السائق         | الفريق                      | التفاصيل |
| ----- | -------------- | --------------------------- | -------- |
| 2024  | لاندو نوريس    | ماكلارين - مرسيدس           | تفاصيل   |
| 2023  | ماكس فيرستابين | ريد بل - هوندا ار بي بيه تي | تفاصيل   |
| 2022  | ماكس فيرستابين | ريد بل - ار بي بيه تي       | تفاصيل   |
| 2021  | ماكس فيرستابين | ريد بل - هوندا              | تفاصيل   |
| 2020  | ماكس فيرستابين | ريد بل - هوندا              | تفاصيل   |
| 2019  | لويس هاملتون   | مرسيدس                      | تفاصيل   |
| 2018  | لويس هاملتون   | مرسيدس                      | تفاصيل   |
| 2017  | فالتيري بوتاس  | مرسيدس                      | تفاصيل   |
| 2016  | لويس هاملتون   | مرسيدس                      | تفاصيل   |
| 2015  | نيكو روسبيرغ   | مرسيدس                      | تفاصيل   |
| 2014  | لويس هاملتون   | مرسيدس                      | تفاصيل   |
| 2013  | سبستيان فيتيل  | ريد بل - فريق رينو          | تفاصيل   |
| 2012  | كيمي رايكونن   | لوتس - فريق رينو            | تفاصيل   |
| 2011  | لويس هاملتون   | مكلارين - مرسيدس            | تفاصيل   |
| 2010  | سبستيان فيتيل  | ريد بل - فريق رينو          | تفاصيل   |
| 2009  | سبستيان فيتيل  | ريد بل - فريق رينو          | تفاصيل   |